# Seznam guvernerjev Rhode Islanda
Seznam guvernerjev Rhode Islanda.

## Kolonija
- William Coddington

## Država
- Nicholas Cooke, neodvisen, 1775-1778
- William Greene, neodvisen, 1778-1786
- John Collins, neodvisen, 1786-1790
- Arthur Fenner Protifederalist 1790-1805
- Henry Smith neznana 1805-1806
- Isaac Wilbur neznana 1806-1807
- James Fenner Dem.-Rep. 1807-1811
- William Jones Federalist 1811-1817
- Nehemiah R. Knight Dem.-Rep. 1817-1821
- William C. Gibbs Dem.-Rep. 1821-1824
- James Fenner Dem.-Rep. 1824-1831
- Lemuel H. Arnold Nat. Rep. 1831-1833
- John Brown Francis Demokrat 1833-1838
- William Sprague Demokrat 1838-1839
- Samuel Ward King Stranka Rhode Islanda 1840-1843
- James Fenner Zakon in red 1843-1845
- Charles Jackson Osvodobitev 1845-1846
- Byron Diman Zakon in red 1846-1847
- Elisha Harris Whig 1847-1849
- Henry B. Anthony Whig 1849-1851
- Philip Allen Demokrat 1851-1853
- Francis M. Dimond Demokrat 1853-1854
- William W. Hoppin Whig in Know-Nothing 1854-1857
- Elisha Dyer Republikanec 1857-1859
- Thomas G. Turner Republikanec 1859-1860
- William Sprague Demokrat & konzervativec 1860-1863
- William C. Cozzens Demokrat 1863-1863
- James Y. Smith Republikanec 1863-1866
- Ambrose Everett Burnside Republikanec 1866-1869
- Seth Padelford Republikanec 1869-1873
- Henry Howard Republikanec 1873-1875
- Henry Lippitt Republikanec 1875-1877
- Charles C. Van Zandt Republikanec 1877-1880
- Alfred H. Littlefield Republikanec 1880-1883
- Augustus O. Bourn Republikanec 1883-1885
- George P. Wetmore Republikanec 1885-1887
- John W. Davis Demokrat 1887-1888
- Royal C. Taft Republikanec 1888-1889
- Herbert W. Ladd Republikanec 1889-1890
- John W. Davis Demokrat 1890-1891
- Herbert W. Ladd Republikanec 1891-1892
- D. Russell Brown Republikanec 1892-1895
- Charles W. Lippitt Republikanec 1895-1897
- Elisha Dyer Republikanec 1897-1900
- William Gregory Republikanec 1900-1901
- Charles D. Kimball Republikanec 1901-1903
- Lucius F. C. Garvin Demokrat 1903-1905
- George H. Utter Republikanec 1905-1907
- James H. Higgins Demokrat 1907-1909
- Aram J. Pothier Republikanec 1909-1915
- R. Livingston Beeckman Republikanec 1915-1921
- Emery J. San Souci Republikanec 1921-1923
- William S. Flynn Demokrat 1923-1925
- Aram J. Pothier Republikanec 1925-1928
- Norman S. Case Republikanec 1928-1933
- Theodore Francis Green Demokrat 1933-1937
- Robert E. Quinn Demokrat 1937-1939
- William Henry Vanderbilt III. Republikanec 1939-1941
- J. Howard McGrath Demokrat 1941-1945
- John Orlando Pastore Demokrat 1945-1950
- John S. McKiernan Demokrat 1950-1951
- Dennis J. Roberts Demokrat 1951-1959
- Christopher Del Sesto Republikanec 1959-1961
- John A. Notte mlajši Demokrat 1961-1963
- John Hubbard Chafee Republikanec 1963-1969
- Frank Licht Demokrat 1969-1973
- Philip W. Noel Demokrat 1973-1977
- J. Joseph Garrahy Demokrat 1977-1985
- Edward D. DiPrete Republikanec 1985-1991
- Bruce Sundlun Demokrat 1991-1995
- Lincoln C. Almond Republikanec 1995-2003
- Donald Carcieri Republikanec 2003-